# Комагава Кайсин-рю
Комагава Кайсин-рю (яп. 駒川改心流, «школа обновлённого сердца Комагавы») — классическое японское боевое искусство (корю), основанное в XVI веке Комагавой Тародзаэмоном Куниёси (яп. 駒川 太郎左衛門 国吉), учеником знаменитого фехтовальщика Камиидзуми Исэ-но-ками Нобуцуна, на базе школы Синкагэ-рю.

## История
Комагава Тародзаэмон Куниёси впервые узнал о школе Синкагэ-рю от Камиидзуми Исэ-но-ками Нобуцуна. Прозанимавшись в ней определённое время, он вскоре почувствовал уверенность в своих навыках фехтовальщика, однако Камиидзуми отказывался давать ему мэнкё кайдэн, отговариваясь тем, что Комагава имел «дурные привычки» в своих движениях. Обидевшись на своего учителя, Тародзаэмон Куниёси решил отправиться путешествовать по стране с целью произвести на Нобуцуна впечатление, получив большое число мэнкё в различных стилях кэндзюцу. Вернувшись через несколько лет с более чем десятком мэнкё, он вновь попытался получить лицензию Синкагэ-рю, демонстрируя учителю то, чему он научился. Однако Камиидзуми Нобуцуна ни капельки не дрогнул и продолжал стоять на своём: Комагава по-прежнему имеет что-то не совсем правильное в своих движениях. А после произошло то, что заставило Тародзаэмона изменить свою точку зрения на весь свой опыт фехтовальщика.
Однажды вечером, когда Комагава был погружён в свою тренировку, к нему подкрались несколько волков. При нём был только вакидзаси, но ему всё же удалось отогнать волков, неоднократно используя один и тот же приём (технику), который позже станет первым тати ката и основой всей учебной программы Комагава Кайсин-рю. В ходе напряженной борьбы Тародзаэм осознал, что он является левшой, и это и было то, что Камиидзуми называл «дурной привычкой». По этой причине Комагава пересмотрел своё отношение к учителю и сменил имя на «Кайсин» или «обновлённое сердце», чтобы продемонстрировать сей факт.
После того, как Кайсин пересмотрел свои движения, он наконец-то получил мэнкё Синкагэ-рю от Камиидзуми Нобуцуна. Впоследствии он преподавал боевое искусство под знаменем Синкагэ-рю. Название школы было сменено на «Комагава Кайсин-рю» одним из его учеников по имени Сакурада Дзиродзаэмон Садакуни (яп. 桜田次郎左衛門貞国), который добавил в программу школы дзюттэ ката.
В 1767 году самурай по имени Фудзии Умон Садаюки (яп. 藤井右門定之) (настоящее имя Фудзии Наоаки Ёситаро (яп. 藤井直明吉太郎) был приговорен к смерти и казнён за оскорбление величества сёгуната Токугава вместе со своим учителем Ямагата Даини (яп. 第二 山形), известным знатоком конфуцианства и военной стратегии. Они были публично осуждены как возмутители спокойствия. Расследование фактов и последующие приговоры держались в секрете, хотя обвинения были впервые выдвинуты публично. Оба виновника были несправедливо оскорблены общественностью как изменники сёгуна и смутьяны. Диффамация усилилась после казни, которая была совершена в общественном месте, однако конкретные факты преступления, в которых обвиняли осужденных, всё ещё оставались тайной.
На момент этого инцидента Фудзии Умон Садаюки был главным сторонником школы Комагава Кайсин-рю. Именно он добавил к арсеналу техник школы полный набор Кодати ката, который практикуется и по сей день. В связи с дурной славой, которую Умон принёс стилю, многие феодальные владения закрыли свои ветви школы Кайсин-рю. Даже префектура Тояма, родина рю, вернулась к именованию школы как Синкагэ-рю. Секретность передачи знаний была настолько большой, что даже дед 15-го сокэ, 13-й патриарх Курода Ясудзи (яп. 寧次 黒田), считал в молодости, что он практикует Синкагэ-рю. Только путём сравнения технического арсенала с тем, что преподавали иные школы, он убедился в том, что изучаемое им искусство вовсе не Синкагэ-рю. Тогда он поинтересовался об практикуемом им стиле у своего отца, 11-го главы школы Куроды Хироси Масакуни (яп. 黒田 正邦 宏), который и рассказал ему о сокрытии реального имени школы на протяжении нескольких поколений. Ясудзи стал первым, кто использовали название «Комагава Кайсин-рю» за пределами префектуры Тояма после инцидента с Фудзии Умоном.
На сегодняшний день Комагава Кайсин-рю является частью будзюцу семьи Курода и управляется единственным уполномоченным 15-м сокэ Курода Тэцудзаном (яп. 田鉄山, родился в 1950 году). Он преподаёт в Синбукан Курода Додзё (яп. 振武舘 黒田道場), главным тренировочном зале клана Курода.

## Обучение
В учебную программу Комагава Кайсин-рю входят такие дисциплины, как кэндзюцу, нагинатадзюцу и дзиттэдзюцу.
В большинстве корю долг обучения в равной степени делегируется полностью (как в настоящем Катори Синто-рю ) и/или разделяется между большим числом учителей, которые получили официальное разрешение на преподавание (иногда исключительно на определенную часть учебного плана). Школа Комагава Кайсин-рю необычна тем, что только сам сокэ является авторизованным учителем. Для того, чтобы обучиться определённой технике или ката, необходимо попасть на тренировку к текущему главе школы напрямую. Такое правило существует для того, чтобы по максимуму сохранить оригинальные формы ката. То же правило действует и в отношении всех рю, преподаваемых Курода сэнсэем.
Существует только один фактический додзё — Синбукан Курода Додзё в городе Сайтама. Помимо него имеется всего 7 официальных кэйкёкай (яп. 稽古会, «инициативная группа») по всему миру. Три из них находятся в Японии (в регионе Кансай, руководитель Коро Тэрасима (яп. 頃 寺島); в Токио, руководитель Такэда Юмико (яп. 竹田裕美子); в Омия, руководитель Морисита Тосинори (яп. 森下 敏則)), три в США (в Техасе, руководитель Джон Буллард (англ. John Bullard); в Калифорнии, руководитель Джеймс Уильямс (англ. James Williams); в Чикаго, руководитель Кейт Мур (англ. Keith Moore)) и один в Европе (в Париже, руководитель Таками Лео-Хакуба (англ. Tamaki Leo-Hakuba). Курода сэнсэй лично рассматривает кандидатуры будущих студентов; запросы должны подаваться в географически близко расположенную инициативную группу, за исключением тех, которые находятся в Японии.